# Albrecht Emch

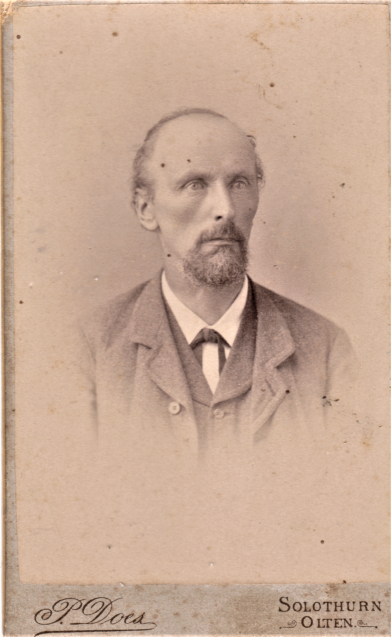
Porträt von Albrecht Emch

Albrecht Emch (* 12. Mai 1836 in Gossliwil, Kanton Solothurn; † 31. Oktober 1904, heimatberechtigt in Gossliwil) war ein Schweizer Schriftsteller und Politiker.

## Leben
Albert Emch wuchs als zweitjüngstes von neun Kindern des wohlhabenden Bauern, Wirts und Gemeindeammanns Urs Emch und der Maria Ruetsch in Gossliwil auf. Gleich anschliessend an die Absolvierung des Lehrerseminars in Oberdorf 1852–1854 wurde er Primarlehrer in Schnottwil und Lüterswil, von 1862–1904 Lehrer an der Bezirksschule Hessigkofen. Er war verheiratet mit Maria Zurbuchen (* 1840) von Habkern und Vater von Arnold Emch und Hermann Emch.

## Schriftstellerische Tätigkeit
1857 veröffentlichte er ein erstes Poesiebändchen ‹Rosen und Dornen aus Natur und Leben›. Neben weiteren Gedichten schrieb er den Text für die Bucheggberger Hymne «Buechiberger Bure». Albrecht Emch verfasste Historiendramen wie «Ital Reding, der Eisenkopf von Greifensee» (1867) oder «Die Patrioten: Schauspiel in 5 Akten» (1896). Albrecht Emch äusserte sich auch journalistisch, meist leidenschaftlich, sein Pseudonym «Feuerstein» war bezeichnend für sein hitziges Temperament.

## Politiker
Am Wahlsonntag vom 27. April 1873 wurde Albrecht Emch als Angehöriger der Liberalen Partei in den Solothurner Kantonsrat gewählt und behielt seinen Sitz bis 1904. Er engagierte sich für die Berufsbildung, u. a. reichte er im Kantonsparlament eine Motion zur Förderung der handwerklichen Berufslehre ein, die am 27. Mai 1891 überwiesen wurde. Zudem beteiligte er sich an der Revision der Kantonsverfassung von 1856, welche das fakultative Referendum in der Gesetzgebung ermöglichte und eine striktere Gewaltentrennung zwischen Parlament und Regierung (Legislative und Exekutive) brachte.